# Bidare, Gubbi
Bidare là một làng thuộc tehsil Gubbi, huyện Tumkur, bang Karnataka, Ấn Độ.